# Erich Theodor Holtz
Erich Theodor Holtz (* 29. Dezember 1885 in Storkow (Mark); † 27. Juni 1956 in Wustrow) war ein deutscher Maler. Er wird zu den Künstlern der verschollenen Generation gerechnet.

## Leben
Erich Theodor Holtz war der Sohn eines Apothekers. Nach dem Studium an der Kunstgewerbeschule in Dresden und an der Kunstakademie in Berlin lebte er in Berlin, bevor er von 1914 bis 1924 als freischaffender Maler im Haus Lindenhöhe in Prerow arbeitete. Hier leitete er mit Theodor Schultze-Jasmer die Darßer Kunsthütte. Dem Umzug nach Wustrow folgte 1934 eine Heirat mit Hedwig Holtz-Sommer. Seine Motive fand Holtz im unmittelbaren Umfeld der Boddenlandschaft. Daneben malte er Stillleben und Porträts.
1944 nahm Holtz in Hamburg an der „Ausstellung Danzig-westpreußischer, pommerscher und mecklenburgischer Künstler“ teil.
1946 war er Vorsitzender des „Künstlerkreises Fischland“, der es sich zur Aufgabe gemacht hatte, eine Plattform für Kunst und Künstler auf dem Fischland einzurichten. 1949 entstanden auf Initiative der Schriftstellerin Käthe Miethe gemeinsame Wandbilder mit Hedwig Holtz-Sommer und Georg Hülsse in der Althäger Schule. Holtz war Mitglied des Künstlerkollektivs Ahrenshoop.
Sein Grab befindet sich auf dem Fischlandfriedhof in Wustrow.

## Ausstellungen
- 1945: Schwerin, Landesmuseum („Jahresschau 1945 der Kunstschaffenden aus Mecklenburg-Vorpommern“)[2]

- 1955/1956: Rostock, Kunst- und Geschichtsmuseum (zum 70. Geburtstag)